# القنة العليا (لودر)

تعديل مصدري - تعديل

القنة العليا هي إحدى قرى عزلة زارة بمديرية لودر التابعة لمحافظة أبين، بلغ تعداد سكانها 111 نسمة حسب تعداد اليمن لعام 2004.